# Герб Приморского района (Архангельская область)
Герб Приморского района — герб одного из муниципальных районов Архангельской области.
Герб утвержден решением 22 сессии Собрания депутатов второго созыва от 28 мая 2004 года № 274.
Внесен в Государственный геральдический регистр Российской Федерации под регистрационным номером 1462.

## Описание герба
В зелёном поле с вписанным опрокинутым лазоревым (синим, голубым) остриём, поверх всего — золотой карбас с серебряной
мачтой, парусом, вымпелом и с видным наполовину якорем (кошкой) того же металла, лежащим на борту в перевязь анкерштоком косвенно книзу и влево

## Обоснование символики
Обоснование символики герба района: Приморский район находится в северо-западной части Архангельской области, располагаясь в дельте Северной Двины и по побережью Белого моря. Море всегда играло большую роль в жизни местного населения — поморов, основными занятиями которых являются рыбный и морской зверобойный промыслы, это отражено в гербе опрокинутым лазоревым остриём (форма острия созвучна с изображением на картах Двинской губы) и золотым карбасом — универсальной лодкой, которую поморы использовали и для ловли рыбы, и для транспортных перевозок. Также морское рыболовство символизирует якорь — древнейший символ человечества, связанный с профессией мореплавателей. В геральдике якорь — символ стабильности, надежды, уверенности.
Зелёное поле герба символизирует богатую и разнообразную природу района. Существенными экономическими ресурсами района являются леса и сенокосы, дающие основу для развития животноводства.
Таким образом, герб Приморского района языком символов и аллегорий отражает исторические, экономические и культурные особенности района.
Золото — символ богатства, урожая, стабильности, уважения.
Серебро — символ благородства, мира и взаимного сотрудничества.
Лазурь (синий, голубой) — символ истины, чести и добродетели, чистого неба и водных просторов.
Зелёный цвет в геральдике — символ надежды, плодородия, природы, здоровья.
Герб разработан при содействии Союза геральдистов России.